# Anne Dorthe Tanderup
Anne Dorthe Tanderup (Aarhus, 24 de abril de 1972) é uma ex-handebolista profissional dinamarquesa, campeã olímpica.
Anne Dorthe Tanderup fez parte do elenco medalha de ouro, de Atlanta 1996.